# NEQSOL Holding
NEQSOL Holding — международный холдинг, занимающийся инвестициями в энергетический, телекоммуникационный и строительный секторы, а также в высокие технологии. Штаб-квартира компании расположена в Баку, Азербайджан. Холдинг работает в нескольких странах, включая Великобританию, Турцию, Украину и ОАЭ.

## История
NEQSOL Holding был основан в 2017 году азербайджанским бизнесменом Насибом Гасановым. Холдинг объединил под своим управлением ряд активов в энергетике, телекоммуникациях и строительстве. Название компании, по собственным утверждениям,  происходит от слов Energy, Quality, Solution.

## Структура и деятельность
Холдинг включает в себя несколько ключевых дочерних компаний:
- Norm (ранее Nakheel Ventures) — инвестиционная компания, работающая в ОАЭ.
- Nobel Oil E&P (бренд Nobel Upstream; ранее именовалась Neqsol Oil & Gas) — занимается разведкой и добычей углеводородов[2].
- Vita Group — телекоммуникационный оператор на Украине (бренд Vodafone Украина).
- Bakcell — оператор мобильной связи в Азербайджане.
- Norm Cement — производитель цемента в Азербайджане.
- Norm MMС — горнодобывающее предприятие.